# Буково (област Смолян)
Вижте пояснителната страница за други значения на Буково.
Бу̀ково е село в Южна България, община Мадан, област Смолян.

## География
| Население по години | Население по години |
| ------------------- | ------------------- |
| 1934 г.             | 447 души            |
| 1946 г.             | 549 души            |
| 1956 г.             | 450 души            |
| 1975 г.             | 528 души            |
| 1985 г.             | 470 души            |
| 1994 г.             | 399 души            |
| 2003 г.             | 318 души            |
| 2014 г.             | 251 души            |
| 2018 г.             | 225 души            |

Село Буково се намира в планински район в Западните Родопи.
Отстои на 28 km от общинския център град Мадан по републиканските пътища III-865, II-86 и III-867, на 40 km от областния град Смолян и на 60 km от Кърджали.
Надморската височина при джамията е около 950 m.

## История
В османски поименен регистър от 1841 г. се посочва, че от Буково са постъпили в армията 3-ма войници, което е косвено доказателство, че по това време в селото са живели помаци. По време на Илинденско-Преображенското въстание в 1903 година в село Буково има 45 къщи.
В демографската статистика на професор Любомир Милетич от 1912 г. е посочено, че в селото живеят 145 помаци.
Селото – тогава махала с име Буково – е в България от 1912 г. Признато е от махала за село с министерска заповед № 1014, обнародвана на 11 май 1942 г.
През 1940 г. Буково е първото помашко село, в което е въведено богослужение на български език по време на правителствена кампания, засегнала региона. 
Към 31 декември 1934 г.  махала Буково се състои от махалите Галище (Хаджи Емин), Попче (Имам махле) и Рахмановци. 

## Обществени институции
Село Буково е център на кметство Буково.  
Молитвеният дом в село Буково е джамия. 
Читалище „Иван Вазов – 1958“ е действащо, регистрирано под номер 2298 в Министерство на културата на Република България. Към него има битова група и библиотека.  
Основно училище „Петко Р. Славейков“ в селото е действало от 1929 г. до 2006 г.

## Личности
Родени в Буково
- Владимир Уручев (р. 1954) – български политик, евродепутат от ГЕРБ